# Morti nel 1934
| Questa pagina contiene informazioni ricavate automaticamente dalle voci biografiche con l'ausilio del template Bio e di un bot. L'aggiornamento è periodico e automatico e ricostruisce completamente la pagina. Se manca una persona in questa lista, sei pregato di non aggiungerla, ma accertati piuttosto che la sua voce biografica contenga il template Bio e che i dati anagrafici siano correttamente compilati. Se il template Bio manca, inseriscilo tu stesso o, in alternativa, metti l'avviso {{tmp\|Bio}} che ne segnala la mancanza. Se i dati riportati sono sbagliati, correggi direttamente la voce biografica; le modifiche saranno visibili in questa lista entro pochi giorni. Per chiarimenti vedi il progetto biografie. La lista contiene solo le 675 persone che sono citate nell'enciclopedia e per le quali è stato implementato correttamente il template Bio. Pagina aggiornata al 10 ago 2025. |

## Gennaio(65)
- 1º gennaio - Jakob Wassermann, scrittore, biografo e saggista tedesco (n. 1873)
- 2 gennaio - Pierre de La Gorce, magistrato, avvocato e storico francese (n. 1846)
- 2 gennaio - Jean de Madre, giocatore di polo francese (n. 1862)
- 2 gennaio - Louis Neher, regista, attore e sceneggiatore austriaco (n. 1896)
- 2 gennaio - Arthur Weigall, egittologo, giornalista e scrittore inglese (n. 1880)
- 3 gennaio - Alexander Munro, tiratore di fune britannico (n. 1870)
- 3 gennaio - Cesare Saccaggi, pittore italiano (n. 1868)
- 3 gennaio - Victor Spencer, I visconte Churchill, nobile e ufficiale inglese (n. 1864)
- 5 gennaio - Raffaello Barbiera, giornalista e scrittore italiano (n. 1851)
- 5 gennaio - Paul Gustave Fischer, pittore danese (n. 1860)
- 5 gennaio - Charles J. Stine, attore statunitense (n. 1864)
- 6 gennaio - Herbert Chapman, calciatore e allenatore di calcio inglese (n. 1878)
- 6 gennaio - Robert Emery, velocista statunitense (n. 1898)
- 6 gennaio - Fernand Lataste, zoologo francese (n. 1847)
- 7 gennaio - Auguste Dubail, generale francese (n. 1851)
- 7 gennaio - Anton Hanak, scultore austriaco (n. 1875)
- 7 gennaio - Henry Stephens Washington, geologo statunitense (n. 1867)
- 8 gennaio - Andrej Belyj, scrittore, poeta e filosofo russo (n. 1880)
- 8 gennaio - Emmanuel Rodocanachi, storico e biografo francese (n. 1859)
- 8 gennaio - Alexandre Stavisky, banchiere e criminale francese (n. 1886)
- 9 gennaio - Hakaru Hashimoto, medico giapponese (n. 1881)
- 10 gennaio - Vincenzo Ferroni, compositore italiano (n. 1858)
- 10 gennaio - Marinus van der Lubbe, attivista e politico olandese (n. 1909)
- 11 gennaio - Edgar Field, calciatore inglese (n. 1854)
- 11 gennaio - Helen Zimmern, scrittrice e traduttrice tedesca (n. 1846)
- 12 gennaio - Paweł Kochański, violinista polacco (n. 1887)
- 13 gennaio - Cassius Marcellus Coolidge, pittore statunitense (n. 1844)
- 13 gennaio - Jean-Baptiste Marchand, generale e esploratore francese (n. 1863)
- 13 gennaio - Paul Ulrich Villard, fisico e chimico francese (n. 1860)
- 14 gennaio - Oronzo Quarta, magistrato e politico italiano (n. 1840)
- 14 gennaio - Paul Marie Eugène Vieille, chimico e inventore francese (n. 1854)
- 15 gennaio - Hermann Bahr, scrittore, commediografo e critico teatrale austriaco (n. 1863)
- 15 gennaio - Elena Aleksandrovna Smirnova, ballerina russa (n. 1888)
- 15 gennaio - Hemsley Winfield, ballerino e coreografo statunitense (n. 1907)
- 16 gennaio - Henry Walter Barnett, fotografo australiano (n. 1862)
- 16 gennaio - Alessandro Mazzolini, esperantista italiano (n. 1857)
- 16 gennaio - Tokihiko Okada, attore giapponese (n. 1903)
- 17 gennaio - Karl Fritsch, botanico austriaco (n. 1864)
- 18 gennaio - Achille Breda, dermatologo italiano (n. 1850)
- 18 gennaio - Otakar Ševčík, violinista ceco (n. 1852)
- 18 gennaio - Eugenio Tanzi, psichiatra italiano (n. 1856)
- 19 gennaio - Carlo Cataldi, prefetto e politico italiano (n. 1843)
- 19 gennaio - Prospero Fedozzi, giurista italiano (n. 1872)
- 19 gennaio - Harrison Fisher, illustratore statunitense (n. 1877)
- 20 gennaio - Giulio Ceretti, ingegnere e imprenditore italiano (n. 1868)
- 20 gennaio - Miquel Utrillo, ingegnere, pittore e decoratore spagnolo (n. 1862)
- 21 gennaio - André Rabel, schermidore francese (n. 1878)
- 21 gennaio - Federico Ferdinando di Schleswig-Holstein-Sonderburg-Glücksburg, principe tedesco (n. 1855)
- 21 gennaio - Paul Troost, architetto tedesco (n. 1878)
- 22 gennaio - Pierre Bazy, chirurgo francese (n. 1853)
- 22 gennaio - Francesco De Pietro, vescovo cattolico italiano (n. 1844)
- 23 gennaio - Michele Rosi, storico italiano (n. 1864)
- 23 gennaio - Konstancja Skirmuntt, storica e attivista polacca (n. 1851)
- 24 gennaio - Giuseppe Fiorini, liutaio italiano (n. 1861)
- 24 gennaio - Armand Rassenfosse, incisore, disegnatore e pittore belga (n. 1862)
- 25 gennaio - George Barnes, tiratore a segno britannico (n. 1849)
- 26 gennaio - Luigi Schiaparelli, storico, paleografo e diplomatista italiano (n. 1871)
- 28 gennaio - Achille Lega, pittore italiano (n. 1899)
- 29 gennaio - Fritz Haber, chimico tedesco (n. 1868)
- 29 gennaio - Antonio Sabellico, basso italiano (n. 1858)
- 29 gennaio - Dukinfield Henry Scott, botanico britannico (n. 1854)
- 29 gennaio - Branimir Ćosić, scrittore serbo (n. 1903)
- 30 gennaio - Albert Bachmann, filologo, linguista e lessicografo svizzero (n. 1863)
- 30 gennaio - Frank Doubleday, editore statunitense (n. 1862)
- 30 gennaio - Olindo Malagodi, scrittore, giornalista e politico italiano (n. 1870)

## Febbraio(39)
- 2 febbraio - Maria Domenica Mantovani, religiosa italiana (n. 1862)
- 3 febbraio - Eleonora de Cisneros, cantante lirica statunitense (n. 1878)
- 4 febbraio - Virginia Ferni Germano, soprano italiano (n. 1849)
- 4 febbraio - Ernesto Nazareth, compositore e pianista brasiliano (n. 1863)
- 5 febbraio - William Morris Davis, geografo e geologo statunitense (n. 1850)
- 6 febbraio - Giovanni Di Pirro, matematico italiano (n. 1869)
- 7 febbraio - Remigio Sabbadini, filologo e latinista italiano (n. 1850)
- 7 febbraio - Leone Zamenhof, medico e esperantista polacco (n. 1875)
- 9 febbraio - John Dubouchet, calciatore svizzero (n. 1897)
- 9 febbraio - Douglas William Freshfield, alpinista inglese (n. 1845)
- 9 febbraio - Percy Radcliffe, generale britannico (n. 1874)
- 9 febbraio - Claudio Williman, avvocato e politico uruguaiano (n. 1861)
- 11 febbraio - Fritz Klatte, chimico tedesco (n. 1880)
- 12 febbraio - Gino Baldesi, politico e sindacalista italiano (n. 1879)
- 12 febbraio - Emil Dürr, storico svizzero (n. 1883)
- 12 febbraio - Heinrich Lenczewsky, calciatore e allenatore di calcio austriaco (n. 1882)
- 13 febbraio - Ellen Ridgway, golfista statunitense (n. 1866)
- 13 febbraio - Francis Sparks, calciatore inglese (n. 1855)
- 14 febbraio - Marc André Raffalovich, giornalista, saggista e poeta francese (n. 1864)
- 15 febbraio - Louis Forton, fumettista francese (n. 1879)
- 15 febbraio - Pasquale Azzolina, scultore italiano (n. 1859)
- 15 febbraio - Ai Xia, attrice e sceneggiatrice cinese (n. 1912)
- 16 febbraio - Ėduard Georgievič Bagrickij, poeta sovietico (n. 1895)
- 16 febbraio - Roberto Ferruzzi, pittore italiano (n. 1853)
- 17 febbraio - Alberto I del Belgio, sovrano belga (n. 1875)
- 17 febbraio - Siegbert Tarrasch, scacchista tedesco (n. 1862)
- 19 febbraio - Caleb Bradham, farmacista statunitense (n. 1867)
- 21 febbraio - Augusto César Sandino, rivoluzionario nicaraguense (n. 1895)
- 22 febbraio - Luigi Fumi, archivista, storico e nobile italiano (n. 1849)
- 22 febbraio - Willem Kes, direttore d'orchestra e violinista olandese (n. 1856)
- 23 febbraio - Edward Elgar, compositore e direttore d'orchestra britannico (n. 1857)
- 25 febbraio - Elizabeth Gertrude Knight, botanica statunitense (n. 1861)
- 25 febbraio - Francesco Paolo Cacciapuoti, chirurgo e politico italiano (n. 1848)
- 25 febbraio - John McGraw, giocatore di baseball e allenatore di baseball statunitense (n. 1873)
- 27 febbraio - Umberto Benigni, presbitero, storico e giornalista italiano (n. 1862)
- 27 febbraio - Paul Berthon, pittore, decoratore e pubblicitario francese (n. 1872)
- 27 febbraio - Josep Llimona, scultore spagnolo (n. 1864)
- 28 febbraio - William Barlow, mineralogista inglese (n. 1845)
- 28 febbraio - Egidio Boccuzzi, ingegnere italiano (n. 1866)

## Marzo(60)
- 1º marzo - Wilhelm Diegelmann, attore tedesco (n. 1861)
- 1º marzo - Kintarō Hattori, imprenditore giapponese (n. 1860)
- 1º marzo - Charles Webster Leadbeater, vescovo vetero-cattolico e teosofo britannico (n. 1854)
- 1º marzo - Giovanni Prampolini, imprenditore italiano (n. 1874)
- 2 marzo - Giulio Pittarelli, matematico italiano (n. 1852)
- 3 marzo - Wolfgang Pauly, compositore di scacchi rumeno (n. 1876)
- 3 marzo - Alexander von Salzmann, pittore e scenografo russo (n. 1874)
- 7 marzo - Louis Napoléon Eugène Jules Jean Espinasse, generale francese (n. 1853)
- 7 marzo - John Hamilton Gordon, nobile e politico scozzese (n. 1847)
- 7 marzo - George Frederick Leycester Marshall, naturalista britannico (n. 1843)
- 8 marzo - Wladimir Alexandrowitch Wagner, psicologo, zoologo e aracnologo russo (n. 1849)
- 9 marzo - Corrado Luigi Guzzanti, sismologo italiano (n. 1852)
- 10 marzo - F. Anstey, scrittore e giornalista britannico (n. 1856)
- 10 marzo - Josep Batlló i Casanovas, imprenditore spagnolo (n. 1855)
- 10 marzo - Mario Sartorio, calciatore italiano (n. 1896)
- 11 marzo - Emiliano Barbaro, nobile e politico italiano (n. 1846)
- 11 marzo - Eugénie Buffet, cantante francese (n. 1866)
- 11 marzo - Orest Chvol'son, fisico russo (n. 1852)
- 11 marzo - Frederick Eaton, ingegnere e politico statunitense (n. 1856)
- 11 marzo - Frank Evans, attore statunitense (n. 1849)
- 11 marzo - Margaret Illington, attrice teatrale statunitense (n. 1879)
- 12 marzo - Franco Clerici, politico italiano (n. 1897)
- 12 marzo - James Durkin, attore e regista canadese (n. 1876)
- 13 marzo - Angelo Consolini, violinista, violista e compositore italiano (n. 1859)
- 13 marzo - Giacomo Rolla, calciatore italiano (n. 1888)
- 14 marzo - João do Canto e Castro, politico portoghese (n. 1862)
- 14 marzo - Charles Giblyn, regista e attore statunitense (n. 1871)
- 14 marzo - Sisto di Borbone-Parma, militare spagnolo (n. 1886)
- 15 marzo - Davidson Black, medico e antropologo canadese (n. 1884)
- 15 marzo - Cesare Ferro Milone, pittore italiano (n. 1880)
- 17 marzo - Wilhelm Meyer-Förster, scrittore e commediografo tedesco (n. 1862)
- 18 marzo - Giorgio Bompiani, generale, dirigente sportivo e scrittore italiano (n. 1854)
- 18 marzo - Herman Klein, critico musicale, musicista e insegnante inglese (n. 1856)
- 19 marzo - Eduardo Cimbali, giurista italiano (n. 1862)
- 19 marzo - Quirico Travaini, vescovo cattolico italiano (n. 1866)
- 20 marzo - Ruthven Deane, ornitologo statunitense (n. 1851)
- 20 marzo - Sydney Deane, attore e crickettista australiano (n. 1863)
- 20 marzo - Thorild Olsson, mezzofondista svedese (n. 1886)
- 20 marzo - Salvatore Ottolenghi, medico italiano (n. 1861)
- 20 marzo - Emma di Waldeck e Pyrmont, sovrana olandese (n. 1858)
- 21 marzo - Reinhard Frank, giurista tedesco (n. 1860)
- 21 marzo - Thomas Muir, matematico scozzese (n. 1844)
- 21 marzo - Franz Schreker, compositore e direttore d'orchestra austriaco (n. 1878)
- 21 marzo - Lilyan Tashman, attrice statunitense (n. 1896)
- 22 marzo - Theofilos Chatzimichaìl, pittore greco
- 22 marzo - Yrjö Linko, ginnasta finlandese (n. 1885)
- 24 marzo - William Donne, crickettista britannico (n. 1876)
- 25 marzo - Arthur Dorward, generale britannico (n. 1848)
- 26 marzo - Alfredo Acton, ammiraglio italiano (n. 1867)
- 26 marzo - John Biller, lunghista, altista e discobolo statunitense (n. 1877)
- 27 marzo - Giuseppe Luigi Beneventano, imprenditore e politico italiano (n. 1840)
- 27 marzo - Dario Carbone, architetto, ingegnere e urbanista italiano (n. 1857)
- 29 marzo - Isidor Fisch, imprenditore tedesco (n. 1905)
- 29 marzo - Francesco Ruffini, giurista, storico e politico italiano (n. 1863)
- 30 marzo - Vittoria Gazzei Barbetti, scrittrice italiana (n. 1892)
- 30 marzo - Finnur Jónsson, filologo islandese (n. 1858)
- 30 marzo - Ronald Munro-Ferguson, I visconte Novar, politico britannico (n. 1860)
- 30 marzo - Friedrich Quincke, chimico tedesco (n. 1865)
- 31 marzo - Franz Ehrle, cardinale, archivista e bibliotecario tedesco (n. 1845)
- 31 marzo - Riccardo Pellegrini, pittore italiano (n. 1863)

## Aprile(49)
- 2 aprile - Luigi Simonetta, medico e politico italiano (n. 1861)
- 3 aprile - Edward Christian, calciatore inglese (n. 1858)
- 3 aprile - Frederick Christian, crickettista britannico (n. 1867)
- 3 aprile - Pasquale Meomartini, generale e politico italiano (n. 1859)
- 4 aprile - Paolo Chimeri, musicista, pianista e compositore italiano (n. 1852)
- 4 aprile - John Francis Dillon, regista e attore statunitense (n. 1884)
- 4 aprile - Francesco Marani, politico italiano (n. 1850)
- 4 aprile - Hansi Niese, attrice austriaca (n. 1875)
- 5 aprile - Salvatore Di Giacomo, poeta, drammaturgo e saggista italiano (n. 1860)
- 5 aprile - Jirō Satō, tennista giapponese (n. 1908)
- 6 aprile - Louis Marie-Auguste Boutan, biologo e fotografo francese (n. 1859)
- 6 aprile - Dixie Kid, pugile statunitense (n. 1883)
- 6 aprile - Ismael Nery, pittore brasiliano (n. 1900)
- 7 aprile - Karl von Einem, generale tedesco (n. 1853)
- 7 aprile - Heinz Prüfer, matematico tedesco (n. 1896)
- 7 aprile - Béatrice de Rothschild, socialite e collezionista d'arte francese (n. 1864)
- 8 aprile - Władysław Skoczylas, pittore, incisore e scultore polacco (n. 1883)
- 9 aprile - Safvet-beg Bašagić, scrittore bosniaco (n. 1870)
- 9 aprile - Rudolf Koch, tipografo, insegnante e calligrafo tedesco (n. 1876)
- 9 aprile - Oskar von Miller, ingegnere tedesco (n. 1855)
- 10 aprile - Cecilia Grierson, medica argentina (n. 1859)
- 11 aprile - John Collier, politico, scrittore e pittore britannico (n. 1850)
- 11 aprile - Gerald du Maurier, attore e produttore teatrale inglese (n. 1873)
- 11 aprile - George Spencer Watson, pittore britannico (n. 1869)
- 12 aprile - Thaddeus Cahill, avvocato e inventore statunitense (n. 1867)
- 12 aprile - Francesco Cherubini, diplomatico e arcivescovo cattolico italiano (n. 1865)
- 12 aprile - Horace Lamb, matematico e fisico inglese (n. 1849)
- 12 aprile - Giovanni Vidari, pedagogista e traduttore italiano (n. 1871)
- 14 aprile - Karl Dane, attore e comico danese (n. 1886)
- 16 aprile - John J. Blaine, politico statunitense (n. 1875)
- 18 aprile - Raffaele Garofalo, magistrato, giurista e criminologo italiano (n. 1851)
- 20 aprile - Giuseppe Bagatti Valsecchi, architetto e avvocato italiano (n. 1845)
- 21 aprile - Carsten Borchgrevink, esploratore norvegese (n. 1864)
- 21 aprile - Gustave Bord, storico, docente e saggista francese (n. 1852)
- 21 aprile - Giacomo Giri, latinista e grammatico italiano (n. 1852)
- 21 aprile - Beniamino Spirito, avvocato e politico italiano (n. 1854)
- 22 aprile - Alice Claypoole Gwynne, filantropa statunitense (n. 1845)
- 22 aprile - Mikayel Varandian, storico armeno (n. 1870)
- 24 aprile - Émile Chautard, regista, attore e sceneggiatore statunitense (n. 1864)
- 26 aprile - Heinrich Braun, chirurgo tedesco (n. 1862)
- 26 aprile - R. Henry Grey, attore statunitense (n. 1891)
- 26 aprile - John Hamilton, criminale canadese (n. 1899)
- 26 aprile - Elio Trenta, inventore italiano (n. 1913)
- 28 aprile - Alfonso di Borbone-Borbone, nobile spagnolo (n. 1866)
- 28 aprile - Robert Hippolyte Chodat, botanico e micologo svizzero (n. 1865)
- 28 aprile - Charley Patton, chitarrista e cantante statunitense (n. 1891)
- 29 aprile - Karel Steiner, calciatore cecoslovacco (n. 1895)
- 30 aprile - Lidija Semënovna Potechina, attrice russa (n. 1883)
- 30 aprile - William Henry Welch, medico statunitense (n. 1850)

## Maggio(46)
- 1º maggio - Viktor Apfelbeck, ingegnere austriaco (n. 1859)
- 1º maggio - Enrico Lattes, architetto italiano (n. 1904)
- 2 maggio - Max Friedlaender, filosofo, musicologo e compositore tedesco (n. 1852)
- 3 maggio - Pasquale Calapso, matematico italiano (n. 1872)
- 3 maggio - Harry M. Stevens, imprenditore statunitense (n. 1855)
- 4 maggio - Salomon Bibo, mercante e politico tedesco (n. 1853)
- 7 maggio - Eugenio Blais, pittore italiano (n. 1860)
- 8 maggio - Henry Jenner, linguista britannico (n. 1848)
- 8 maggio - Miloslav Schmidt, vigile del fuoco, attore e editore slovacco (n. 1881)
- 8 maggio - Cesare Tragella, filosofo e presbitero italiano (n. 1852)
- 10 maggio - Vjačeslav Rudol'fovič Menžinskij, rivoluzionario e politico sovietico (n. 1874)
- 11 maggio - George Cary Comstock, astronomo statunitense (n. 1855)
- 11 maggio - Blaise Diagne, politico francese (n. 1872)
- 11 maggio - Egisto Grismayer, ingegnere italiano (n. 1867)
- 13 maggio - Ángel Gallardo, biologo, ingegnere e entomologo argentino (n. 1867)
- 14 maggio - József Jeszmás, calciatore ungherese (n. 1897)
- 14 maggio - Erich Ludwig, rugbista a 15 tedesco (n. 1879)
- 14 maggio - Edoardo Soderini, politico italiano (n. 1853)
- 15 maggio - Giacomo Matté-Trucco, ingegnere italiano (n. 1869)
- 16 maggio - Aristarch Belopol'skij, astronomo e astrofisico russo (n. 1854)
- 16 maggio - Marija Vasil'evna Žilova, astronoma russa (n. 1871)
- 17 maggio - Cass Gilbert, architetto statunitense (n. 1859)
- 17 maggio - Paul Pömpner, calciatore tedesco (n. 1892)
- 17 maggio - Benno Singer, impresario teatrale e imprenditore ungherese (n. 1875)
- 19 maggio - John Brinck, canottiere statunitense (n. 1908)
- 19 maggio - Edward William Nelson, ornitologo statunitense (n. 1855)
- 19 maggio - Emile Pierre Ratez, violista e compositore francese (n. 1851)
- 21 maggio - Biagio Brugi, giurista italiano (n. 1855)
- 21 maggio - Francesco Meriano, poeta, giornalista e politico italiano (n. 1896)
- 23 maggio - Charalampos Anninos, scrittore greco (n. 1852)
- 23 maggio - Zdenka Braunerová, pittrice, illustratrice e grafica ceca (n. 1858)
- 23 maggio - Domenico Pacini, fisico e meteorologo italiano (n. 1878)
- 23 maggio - Giulio Vignozzi, calciatore italiano (n. 1908)
- 24 maggio - Charles Léandre, pittore e litografo francese (n. 1862)
- 24 maggio - Brand Whitlock, giornalista, avvocato e politico statunitense (n. 1869)
- 25 maggio - Gustav Holst, compositore e direttore d'orchestra britannico (n. 1874)
- 26 maggio - Alfonso di Borbone-Due Sicilie, nobile italiano (n. 1841)
- 28 maggio - Eugenie Besserer, attrice statunitense (n. 1868)
- 28 maggio - Eugenio Pellini, scultore italiano (n. 1864)
- 29 maggio - Nicolai Kiær, ginnasta norvegese (n. 1888)
- 29 maggio - Augusto Pestana, politico e ingegnere brasiliano (n. 1868)
- 30 maggio - Giovanni Targioni-Tozzetti, librettista e politico italiano (n. 1863)
- 30 maggio - Tōgō Heihachirō, ammiraglio giapponese (n. 1848)
- 31 maggio - Cecil Edward Bingham, generale irlandese (n. 1861)
- 31 maggio - Lew Cody, attore statunitense (n. 1884)
- 31 maggio - Pietro Mazzone, cantante e chitarrista italiano (n. 1868)

## Giugno(51)
- 1º giugno - Alfred Rawlinson, militare e giocatore di polo britannico (n. 1867)
- 2 giugno - James Rolph, politico statunitense (n. 1869)
- 5 giugno - Corrado Ricci, archeologo e storico dell'arte italiano (n. 1858)
- 6 giugno - Edoardo Bencivenga, regista italiano (n. 1885)
- 6 giugno - Charles Francis Jenkins, inventore statunitense (n. 1867)
- 7 giugno - Henry Case, golfista statunitense (n. 1861)
- 8 giugno - Giuseppe D'Andrea, avvocato e politico italiano (n. 1849)
- 8 giugno - Dorothy Dell, attrice e cantante statunitense (n. 1915)
- 8 giugno - Alfred Drexel, alpinista e ingegnere tedesco (n. 1900)
- 8 giugno - Francesco Grandi, intarsiatore italiano (n. 1841)
- 8 giugno - Alberto Pestalozza, compositore italiano (n. 1851)
- 8 giugno - Alessandro Pomè, direttore d'orchestra, compositore e scrittore italiano (n. 1851)
- 9 giugno - Giovanni Alloatti, pilota automobilistico italiano
- 9 giugno - Christos Tsountas, archeologo greco (n. 1857)
- 10 giugno - Frederick Delius, compositore inglese (n. 1862)
- 10 giugno - Francis Vane, militare inglese (n. 1861)
- 10 giugno - Georg Groddeck, medico e psicoanalista tedesco (n. 1866)
- 11 giugno - Wilhelm Franz Meyer, matematico tedesco (n. 1856)
- 11 giugno - Lev Semënovič Vygotskij, psicologo e pedagogista sovietico (n. 1896)
- 12 giugno - Frank Bornamann, nuotatore statunitense (n. 1877)
- 12 giugno - Paul Henri Lecomte, botanico francese (n. 1856)
- 13 giugno - Theodor Däubler, scrittore e poeta austriaco (n. 1876)
- 13 giugno - Charlie Gardiner, hockeista su ghiaccio canadese (n. 1904)
- 14 giugno - John Gray, poeta inglese (n. 1866)
- 15 giugno - Alfred Bruneau, compositore francese (n. 1857)
- 15 giugno - Bronisław Pieracki, politico e militare polacco (n. 1895)
- 18 giugno - Arthur Surridge Hunt, papirologo e egittologo inglese (n. 1871)
- 18 giugno - Ivar Swensson, calciatore svedese (n. 1893)
- 18 giugno - Arthur Wellesley, IV duca di Wellington, nobile e militare inglese (n. 1849)
- 19 giugno - Sibil, poetessa, scrittrice e pubblicista armena (n. 1863)
- 19 giugno - Bernardo di Lippe-Biesterfeld, principe tedesco (n. 1872)
- 21 giugno - Domenico Guerri, critico letterario italiano (n. 1880)
- 23 giugno - Gabrielle Hébert, fotografa francese (n. 1853)
- 24 giugno - Charles Spalding Thomas, politico statunitense (n. 1849)
- 25 giugno - Kee Groot, attivista olandese (n. 1868)
- 26 giugno - Ali Ashgar Borujerdi, serial killer iraniano (n. 1893)
- 26 giugno - Max Pallenberg, attore e cantante austriaco (n. 1877)
- 27 giugno - Francesco Buhagiar, politico maltese (n. 1876)
- 28 giugno - Ludovico Fulci, politico italiano (n. 1849)
- 28 giugno - Daria Harjevschi, bibliotecaria rumena (n. 1862)
- 29 giugno - Zaro Ağa, supercentenario turco
- 29 giugno - Francesco Gerbaldi, matematico italiano (n. 1858)
- 30 giugno - Karl Ernst, generale tedesco (n. 1904)
- 30 giugno - Fritz Michael Gerlich, giornalista tedesco (n. 1883)
- 30 giugno - Edmund Heines, militare e politico tedesco (n. 1897)
- 30 giugno - Gustav von Kahr, politico e avvocato tedesco (n. 1862)
- 30 giugno - Erich Klausener, politico tedesco (n. 1885)
- 30 giugno - Kurt von Schleicher, politico e generale tedesco (n. 1882)
- 30 giugno - Charles Spencer-Churchill, IX duca di Marlborough, nobile e politico inglese (n. 1871)
- 30 giugno - Hans Erwin von Spreti-Weilbach, politico tedesco (n. 1908)
- 30 giugno - Gregor Strasser, politico tedesco (n. 1892)

## Luglio(55)
- 1º luglio - Ferdinand von Bredow, generale tedesco (n. 1884)
- 1º luglio - Edgar Julius Jung, avvocato e scrittore tedesco (n. 1894)
- 1º luglio - Ernst Röhm, generale e politico tedesco (n. 1887)
- 1º luglio - Paul Röhrbein, militare tedesco (n. 1890)
- 2 luglio - Hans-Joachim von Falkenhausen, militare tedesco (n. 1897)
- 3 luglio - Enrico di Meclemburgo-Schwerin, principe (n. 1876)
- 4 luglio - Haim Nachman Bialik, poeta ucraino (n. 1873)
- 4 luglio - Marie Curie, fisica, chimica e matematica polacca (n. 1867)
- 5 luglio - Albert William Austin, golfista canadese (n. 1857)
- 5 luglio - Alice Chapin, attrice e drammaturga statunitense (n. 1857)
- 6 luglio - Alec B. Francis, attore britannico (n. 1867)
- 6 luglio - Harry A. Pollard, attore, regista cinematografico e sceneggiatore statunitense (n. 1879)
- 6 luglio - Pietro Augusto di Sassonia-Coburgo-Koháry, principe (n. 1866)
- 6 luglio - Kurt Sethe, egittologo tedesco (n. 1869)
- 7 luglio - François-Léon Sicard, scultore francese (n. 1862)
- 8 luglio - Benjamin Baillaud, astronomo francese (n. 1848)
- 9 luglio - Giuseppe Gianfranceschi, fisico e presbitero italiano (n. 1875)
- 9 luglio - Ulrich Wieland, alpinista e ingegnere tedesco (n. 1902)
- 10 luglio - Erich Mühsam, anarchico, poeta e attivista tedesco (n. 1878)
- 11 luglio - Aleksandr Nikolaevič Potresov, rivoluzionario russo (n. 1869)
- 13 luglio - José Santos Chocano, poeta, scrittore e diplomatico peruviano (n. 1875)
- 13 luglio - Fritz Graebner, etnologo tedesco (n. 1877)
- 13 luglio - Kate Sheppard, attivista britannica (n. 1848)
- 14 luglio - Antonio Belloni, critico letterario italiano (n. 1868)
- 14 luglio - Juan Maglio ''Pacho'', compositore e direttore d'orchestra argentino (n. 1880)
- 14 luglio - John Thomson, politico australiano (n. 1862)
- 14 luglio - Willo Welzenbach, alpinista tedesco (n. 1899)
- 14 luglio - Aḥmad al-ʿAlawī, mistico algerino (n. 1869)
- 15 luglio - Jules Renkin, politico belga (n. 1862)
- 15 luglio - Antonina Leonardovna Rževskaja, pittrice russa (n. 1861)
- 16 luglio - Willy Merkl, alpinista e ingegnere tedesco (n. 1900)
- 16 luglio - Henry Julian White, presbitero e biblista britannico (n. 1859)
- 20 luglio - Padre Cícero, presbitero brasiliano (n. 1844)
- 22 luglio - John Dillinger, criminale statunitense (n. 1903)
- 22 luglio - Louis-Marie Raucaz, vescovo cattolico francese (n. 1879)
- 22 luglio - Paolo Ubaldi, presbitero italiano (n. 1872)
- 23 luglio - Georg Duperron, allenatore di calcio, giornalista e arbitro di calcio russo (n. 1887)
- 23 luglio - Margarita María López de Maturana, religiosa spagnola (n. 1884)
- 24 luglio - Luigi Bay, patriota e militare italiano (n. 1845)
- 24 luglio - Hans Hahn, matematico austriaco (n. 1879)
- 24 luglio - Giacomo Lombardi, missionario italiano (n. 1862)
- 25 luglio - François Coty, imprenditore, profumiere e politico francese (n. 1874)
- 25 luglio - Engelbert Dollfuß, politico austriaco (n. 1892)
- 25 luglio - Nestor Ivanovič Machno, anarchico e rivoluzionario ucraino (n. 1889)
- 26 luglio - Jens Peter Berthelsen, schermidore danese (n. 1854)
- 26 luglio - Rudolf Maister, generale, attivista e poeta jugoslavo (n. 1874)
- 26 luglio - Winsor McCay, fumettista, animatore e illustratore statunitense (n. 1869)
- 26 luglio - Ernesto Paci, astronomo e presbitero italiano (n. 1887)
- 26 luglio - Édouard Rosset-Granger, pittore francese (n. 1853)
- 27 luglio - Hubert Lyautey, generale francese (n. 1854)
- 28 luglio - Marie Dressler, attrice canadese (n. 1868)
- 28 luglio - Edith Yorke, attrice inglese (n. 1867)
- 30 luglio - Henry Norris, imprenditore, politico e manager inglese (n. 1865)
- 31 luglio - Otto Planetta, militare, attivista e politico austriaco (n. 1899)
- 31 luglio - Émile Schuffenecker, pittore francese (n. 1851)

## Agosto(47)
- 1º agosto - Elías García Martínez, pittore spagnolo (n. 1858)
- 1º agosto - Karl Wahlberg, giocatore di curling svedese (n. 1874)
- 2 agosto - Luigi Comel, pittore italiano (n. 1866)
- 2 agosto - Paul von Hindenburg, generale e politico tedesco (n. 1847)
- 2 agosto - Carl-Friedrich von Langen, cavaliere tedesco (n. 1887)
- 2 agosto - Aram Yerganian, rivoluzionario armeno (n. 1900)
- 2 agosto - Lucille Young, attrice francese (n. 1892)
- 3 agosto - Enrico Venier, pallanuotista e nuotatore italiano (n. 1882)
- 4 agosto - Émile Champion, maratoneta francese (n. 1879)
- 4 agosto - Sofronio Pocarini, pittore, poeta e giornalista italiano (n. 1898)
- 6 agosto - Hermann Glauert, ingegnere britannico (n. 1892)
- 7 agosto - Hermann Kusmanek von Burgneustädten, generale austro-ungarico (n. 1860)
- 7 agosto - Edwin Corning, imprenditore e politico statunitense (n. 1883)
- 7 agosto - Walter Franklin Prince, parapsicologo e presbitero statunitense (n. 1863)
- 8 agosto - Wilbert Robinson, giocatore di baseball e allenatore di baseball statunitense (n. 1863)
- 8 agosto - Bullet Rogan, giocatore di baseball e allenatore di baseball statunitense (n. 1893)
- 9 agosto - Alfred Steux, ciclista su strada belga (n. 1892)
- 10 agosto - George W. Hill, regista e direttore della fotografia statunitense (n. 1895)
- 10 agosto - John Kane, pittore statunitense (n. 1860)
- 12 agosto - Hendrik Petrus Berlage, architetto olandese (n. 1856)
- 12 agosto - Augustus Thomas, commediografo, sceneggiatore e giornalista statunitense (n. 1857)
- 13 agosto - Giacomo Gambera, religioso e missionario italiano (n. 1856)
- 13 agosto - Ignacio Sánchez Mejías, torero spagnolo (n. 1891)
- 13 agosto - Gonzalo di Borbone-Spagna, spagnolo (n. 1914)
- 14 agosto - Clyde Purnell, calciatore inglese (n. 1877)
- 14 agosto - Pёtr Ivanovič Čardynin, regista cinematografico russo (n. 1873)
- 15 agosto - Guy Moll, pilota automobilistico francese (n. 1910)
- 15 agosto - Leo O'Connell, calciatore statunitense (n. 1883)
- 16 agosto - Andrés Héctor Carvallo, politico paraguaiano (n. 1862)
- 17 agosto - Charles-Albert-Joseph Lecomte, vescovo cattolico francese (n. 1867)
- 18 agosto - Constance Goddard DuBois, scrittrice, etnologa e attivista statunitense
- 18 agosto - Peter Hodge, allenatore di calcio e arbitro di calcio britannico (n. 1871)
- 19 agosto - Nigel Playfair, attore, regista e direttore teatrale inglese (n. 1874)
- 19 agosto - Marco Pozzo, avvocato e politico italiano (n. 1857)
- 19 agosto - Pietro Sormani, imprenditore e politico italiano (n. 1849)
- 20 agosto - Emma Bardac, francese (n. 1862)
- 22 agosto - Francesco Lorenzo Pullè, glottologo, politico e militare italiano (n. 1850)
- 23 agosto - Viktor Kaplan, ingegnere e inventore austriaco (n. 1876)
- 23 agosto - Erik Larsson, tiratore di fune svedese (n. 1888)
- 24 agosto - Hugo Felix, compositore austriaco (n. 1866)
- 24 agosto - Leonello Grossi, farmacista, politico e antifascista italiano (n. 1880)
- 26 agosto - Nestor Platonovič Puzyrevskij, ingegnere russo (n. 1861)
- 27 agosto - Dumitru Hubert, bobbista e aviatore rumeno (n. 1899)
- 28 agosto - Edgeworth David, geologo e esploratore gallese (n. 1858)
- 28 agosto - Doris Ulmann, fotografa statunitense (n. 1882)
- 30 agosto - Camillo Antona Traversi, commediografo, drammaturgo e librettista italiano (n. 1857)
- 30 agosto - Charles Dillingham, produttore teatrale statunitense (n. 1868)

## Settembre(38)
- 1º settembre - Fanny Davies, pianista britannica (n. 1861)
- 1º settembre - Yumeji Takehisa, poeta e pittore giapponese (n. 1884)
- 2 settembre - James Allan, rugbista a 15 neozelandese (n. 1860)
- 2 settembre - Russ Columbo, cantante, violinista e attore statunitense (n. 1908)
- 2 settembre - Alcide Nunez, clarinettista statunitense (n. 1884)
- 2 settembre - Clara Shortridge Foltz, avvocata e attivista statunitense (n. 1849)
- 2 settembre - Johann Baptist Walpoth, scultore italiano (n. 1911)
- 3 settembre - Maria Barbara Tosatti, poetessa italiana (n. 1891)
- 5 settembre - Filippo Giacomo Novaro, chirurgo italiano (n. 1843)
- 7 settembre - Tom Buckingham, regista, sceneggiatore e fotografo statunitense (n. 1895)
- 9 settembre - Roger Fry, artista e critico d'arte inglese (n. 1866)
- 10 settembre - Hans Haas, teologo tedesco (n. 1868)
- 10 settembre - George Henschel, direttore d'orchestra, compositore e baritono britannico (n. 1850)
- 12 settembre - Ekaterina Breško-Breškovskaja, rivoluzionaria russa (n. 1844)
- 15 settembre - Ivan Abramson, regista, sceneggiatore e produttore cinematografico statunitense (n. 1869)
- 17 settembre - Francesco Bajardi, compositore e pianista italiano (n. 1867)
- 17 settembre - Erik Lindqvist, velista svedese (n. 1886)
- 18 settembre - Salvatore Franco, inventore italiano (n. 1868)
- 18 settembre - Ruth Hale, giornalista e attivista statunitense (n. 1887)
- 18 settembre - Spartaco Zugni Tauro, imprenditore e politico italiano (n. 1874)
- 20 settembre - John Blair, calciatore nordirlandese (n. 1888)
- 20 settembre - Porter Emerson Browne, commediografo statunitense (n. 1879)
- 20 settembre - William Oakley, calciatore inglese (n. 1873)
- 21 settembre - Tauno Ilmoniemi, ginnasta finlandese (n. 1893)
- 22 settembre - Cecil Chubb, avvocato britannico (n. 1876)
- 22 settembre - Einar Naumann, limnologo svedese (n. 1891)
- 22 settembre - Gianpietro Talamini, giornalista italiano (n. 1845)
- 23 settembre - Jean-Georges Achard, scultore francese (n. 1871)
- 23 settembre - Lucien Gaudin, schermidore francese (n. 1886)
- 23 settembre - Giovanni Battista Giovenale, architetto italiano (n. 1849)
- 24 settembre - William Lawrence Chittenden, poeta statunitense (n. 1862)
- 24 settembre - Dario Niccodemi, commediografo e sceneggiatore italiano (n. 1874)
- 24 settembre - Archibald Thomas Robertson, grecista, teologo e predicatore statunitense (n. 1863)
- 25 settembre - Camillo Negroni, nobile italiano (n. 1868)
- 25 settembre - Joop ter Beek, calciatore olandese (n. 1901)
- 26 settembre - Alexander Moszkowski, scrittore e filosofo tedesco (n. 1851)
- 27 settembre - Karl Touton, dermatologo e botanico tedesco (n. 1858)
- 30 settembre - Giuseppe Mori, cardinale italiano (n. 1850)

## Ottobre(66)
- 1º ottobre - Luis Amigó Ferrer, religioso spagnolo (n. 1854)
- 1º ottobre - Nikita Chromov, calciatore russo (n. 1892)
- 1º ottobre - Paul Guillaume, collezionista d'arte e gallerista francese (n. 1891)
- 1º ottobre - Gustave Lemoine, aviatore francese (n. 1902)
- 1º ottobre - Georges Lumpp, canottiere francese (n. 1874)
- 2 ottobre - Gustav Adolf Hugo Dahlstedt, botanico svedese (n. 1856)
- 2 ottobre - Francesco Durante, politico e chirurgo italiano (n. 1844)
- 3 ottobre - Henri Marteau, violinista e compositore francese (n. 1874)
- 4 ottobre - Marija Kostjantynivna Zan'kovec'ka, attrice teatrale ucraina (n. 1854)
- 5 ottobre - Erminio Juvalta, filosofo italiano (n. 1863)
- 5 ottobre - Alessandro Martelli, geologo e politico italiano (n. 1876)
- 5 ottobre - Jean Vigo, regista francese (n. 1905)
- 6 ottobre - Cecilia Margaret Harbord, nobildonna inglese (n. 1856)
- 6 ottobre - Ferdinand Humbert, pittore francese (n. 1842)
- 7 ottobre - Isaac Israëls, pittore olandese (n. 1865)
- 8 ottobre - Ignaz Rieder, arcivescovo cattolico austriaco (n. 1858)
- 9 ottobre - Alessandro I di Jugoslavia, sovrano (n. 1888)
- 9 ottobre - Louis Barthou, politico francese (n. 1862)
- 9 ottobre - Vlado Černozemski, rivoluzionario e terrorista bulgaro (n. 1897)
- 9 ottobre - Abu l-Qasim al-Shabbi, poeta e saggista tunisino (n. 1909)
- 9 ottobre - Innocenzo dell'Immacolata, presbitero e religioso spagnolo (n. 1887)
- 9 ottobre - Héctor Valdivielso Sáez, religioso argentino (n. 1910)
- 10 ottobre - Perry Banks, attore canadese (n. 1877)
- 10 ottobre - Illarion Nikolaevič Pevtsov, attore russo (n. 1879)
- 12 ottobre - Theodore Baker, musicologo e traduttore statunitense (n. 1851)
- 12 ottobre - Gertrude Käsebier, fotografa statunitense (n. 1852)
- 14 ottobre - Michail Vasil'evič Matjušin, musicista e pittore russo (n. 1861)
- 14 ottobre - Friedrich Schultze, neurologo tedesco (n. 1848)
- 14 ottobre - Arthur Schuster, fisico tedesco (n. 1851)
- 14 ottobre - Leonid Vital'evič Sobinov, tenore russo (n. 1872)
- 15 ottobre - Emil Beyer, ginnasta e multiplista statunitense (n. 1876)
- 15 ottobre - Antonio Bizzozero, agronomo italiano (n. 1857)
- 15 ottobre - Sydney Buxton, politico britannico (n. 1853)
- 15 ottobre - Samuel Fischer, editore austro-ungarico (n. 1859)
- 15 ottobre - Raymond Poincaré, politico francese (n. 1860)
- 16 ottobre - Iosif Ivanovič Mrozovskij, generale russo (n. 1857)
- 16 ottobre - Rudolf Rössler, pittore e illustratore austriaco (n. 1864)
- 17 ottobre - Santiago Ramón y Cajal, medico spagnolo (n. 1852)
- 17 ottobre - Pëtr Savvič Utkin, pittore russo (n. 1877)
- 18 ottobre - François Gonnessiat, astronomo francese (n. 1856)
- 18 ottobre - Emiliano González Navero, avvocato e politico paraguaiano (n. 1861)
- 18 ottobre - Franc-Nohain, librettista e poeta francese (n. 1872)
- 18 ottobre - Vico Mantegazza, scrittore, giornalista e imprenditore italiano (n. 1856)
- 18 ottobre - Fiore Martelli, pittore e decoratore italiano (n. 1908)
- 19 ottobre - Johannes Joseph Aarts, pittore, illustratore e incisore olandese (n. 1871)
- 19 ottobre - Alexander von Kluck, generale tedesco (n. 1846)
- 19 ottobre - Anselmo Rizzi, vescovo cattolico italiano (n. 1874)
- 20 ottobre - Arthur Stockhoff, canottiere statunitense (n. 1879)
- 21 ottobre - Gaetano Cesari, musicologo, critico musicale e bibliotecario italiano (n. 1870)
- 21 ottobre - Luigi Scabia, medico e psichiatra italiano (n. 1868)
- 21 ottobre - Robin Welsh, giocatore di curling britannico (n. 1869)
- 22 ottobre - Charles Arthur Floyd, criminale statunitense (n. 1904)
- 23 ottobre - Billy Brennagh, giocatore di lacrosse canadese (n. 1877)
- 23 ottobre - Gelasio Caetani, diplomatico e politico italiano (n. 1877)
- 23 ottobre - Luigi Cerutti, presbitero italiano (n. 1865)
- 24 ottobre - Berta Boncza, scrittrice ungherese (n. 1894)
- 25 ottobre - Georges Besançon, giornalista francese (n. 1866)
- 25 ottobre - Antonio De Tullio, imprenditore e politico italiano (n. 1854)
- 25 ottobre - Otto Folin, chimico svedese (n. 1867)
- 25 ottobre - Lauri Ingman, politico, teologo e arcivescovo luterano finlandese (n. 1868)
- 26 ottobre - Valentine Hall, tennista statunitense (n. 1867)
- 26 ottobre - Maria Rutgers-Hoitsema, educatrice olandese (n. 1847)
- 27 ottobre - Alfred Schirokauer, scrittore, sceneggiatore e regista tedesco (n. 1880)
- 28 ottobre - Majit Gafuri, poeta, scrittore e drammaturgo sovietico (n. 1880)
- 29 ottobre - Carlo Apostolo, chimico italiano (n. 1881)
- 29 ottobre - Lou Tellegen, attore, regista e sceneggiatore olandese (n. 1881)

## Novembre(56)
- 1º novembre - Simon Pietro Grassi, vescovo cattolico italiano (n. 1856)
- 1º novembre - Giovanni Battista Egisto Sivelli, militare italiano (n. 1843)
- 1º novembre - Giuseppe Vanni, fisico e inventore italiano (n. 1862)
- 2 novembre - Edmond James de Rothschild, banchiere francese (n. 1845)
- 4 novembre - Waldemar Kophamel, militare tedesco (n. 1880)
- 5 novembre - Carl Charlier, astronomo svedese (n. 1862)
- 5 novembre - Walther von Dyck, matematico tedesco (n. 1856)
- 5 novembre - Hulda Garborg, scrittrice, drammaturga e poetessa norvegese (n. 1862)
- 6 novembre - Alfred Richard Orage, filosofo e editore britannico (n. 1873)
- 7 novembre - Pierre Le Doaré, ciclista su strada francese (n. 1900)
- 8 novembre - James Mark Baldwin, psicologo statunitense (n. 1861)
- 8 novembre - Nils Forsberg, pittore svedese (n. 1842)
- 8 novembre - Ilmari Keinänen, ginnasta finlandese (n. 1887)
- 8 novembre - Carlos Chagas, batteriologo e igienista brasiliano (n. 1879)
- 9 novembre - Ivy Lee, pubblicista e pubblicitario statunitense (n. 1877)
- 10 novembre - Arturo Falconi, attore italiano (n. 1867)
- 10 novembre - Wilhelm His, medico svizzero (n. 1863)
- 14 novembre - Mademoiselle Dudlay, attrice belga (n. 1858)
- 16 novembre - Angelo Carminati, imprenditore, diplomatico e politico italiano (n. 1856)
- 16 novembre - Alice Liddell, britannica (n. 1852)
- 16 novembre - Carl von Linde, ingegnere tedesco (n. 1842)
- 16 novembre - Georgi Todorov, generale bulgaro (n. 1858)
- 17 novembre - Gaëtan Gatian de Clérambault, psichiatra francese (n. 1872)
- 17 novembre - Gustavo Matteoni, arcivescovo cattolico italiano (n. 1887)
- 17 novembre - Joachim Ringelnatz, scrittore, cabarettista e pittore tedesco (n. 1883)
- 17 novembre - Gabriel Van Dievoet, pittore e decoratore belga (n. 1875)
- 18 novembre - Pietro Gasparri, cardinale e arcivescovo cattolico italiano (n. 1852)
- 18 novembre - Willard Mack, sceneggiatore, attore e commediografo canadese (n. 1873)
- 20 novembre - Willem de Sitter, matematico, fisico e astronomo olandese (n. 1872)
- 21 novembre - Aldo Finzi, matematico italiano (n. 1878)
- 21 novembre - Jimmy Lawrence, allenatore di calcio e calciatore scozzese (n. 1885)
- 21 novembre - Harry Littlewort, calciatore inglese (n. 1882)
- 22 novembre - Philippe Berthelot, diplomatico francese (n. 1866)
- 22 novembre - Jules Cardot, botanico francese (n. 1860)
- 23 novembre - Giovanni Brunero, ciclista su strada italiano (n. 1895)
- 23 novembre - Ernest Alfred Wallis Budge, egittologo e filologo inglese (n. 1857)
- 23 novembre - Arthur Wing Pinero, drammaturgo britannico (n. 1855)
- 23 novembre - Ernesto Vaser, attore e regista italiano (n. 1876)
- 24 novembre - Francelia Billington, attrice statunitense (n. 1895)
- 24 novembre - Roberto Cacciari, architetto italiano (n. 1882)
- 24 novembre - Sem, illustratore e scrittore francese (n. 1863)
- 25 novembre - Nicholas Edward Brown, botanico britannico (n. 1849)
- 25 novembre - Vincenzo Macchi di Cellere, militare e nobile italiano (n. 1846)
- 25 novembre - Ugolino Martelli, botanico italiano (n. 1860)
- 25 novembre - Hans Nibel, ingegnere tedesco (n. 1880)
- 25 novembre - Sadije Toptani, nobile albanese (n. 1876)
- 26 novembre - Luigi Cesare Bollea, storico italiano (n. 1877)
- 26 novembre - Mychajlo Serhijovyč Hruševs'kyj, politico, storico e rivoluzionario ucraino (n. 1866)
- 26 novembre - Sof'ja Nikolaevna Smidovič, rivoluzionaria e politica russa (n. 1872)
- 27 novembre - Baby Face Nelson, criminale statunitense (n. 1908)
- 27 novembre - Mitrofan Borisovič Grekov, pittore sovietico (n. 1882)
- 28 novembre - Gabriel Franz Marenzi von Tagliuno und Talgate, generale austro-ungarico (n. 1861)
- 28 novembre - Coelho Neto, scrittore brasiliano (n. 1864)
- 29 novembre - Werner Alberti, tenore, pedagogo e attore cinematografico tedesco (n. 1861)
- 29 novembre - Alex Bell, calciatore scozzese (n. 1881)
- 30 novembre - Hélène Boucher, aviatrice francese (n. 1908)

## Dicembre(57)
- 1º dicembre - Blind Blake, cantante e chitarrista statunitense (n. 1896)
- 1º dicembre - Crispino Bonagente, militare italiano (n. 1859)
- 1º dicembre - Fanny Hesse, biologa tedesca (n. 1850)
- 1º dicembre - Wilbur Higby, attore statunitense (n. 1867)
- 1º dicembre - Sergej Mironovič Kirov, rivoluzionario, politico e funzionario sovietico (n. 1886)
- 1º dicembre - Luigi Ratini, pittore e illustratore italiano (n. 1880)
- 2 dicembre - Thomas Henry Espinell Compton Espin, astronomo britannico (n. 1858)
- 2 dicembre - Jakob Meisenheimer, chimico tedesco (n. 1876)
- 3 dicembre - Fotos Politis, regista teatrale e drammaturgo greco (n. 1890)
- 3 dicembre - Catherine Pozzi, poetessa e saggista francese (n. 1882)
- 4 dicembre - Albert Besnard, pittore e incisore francese (n. 1849)
- 4 dicembre - Adrien de Gerlache, esploratore belga (n. 1866)
- 5 dicembre - Stanley Buckmaster, I visconte Buckmaster, avvocato e politico inglese (n. 1861)
- 5 dicembre - Roberto De Ruggiero, giurista, scrittore e politico italiano (n. 1875)
- 5 dicembre - Oskar von Hutier, generale tedesco (n. 1857)
- 5 dicembre - Karl Linsbauer, botanico austriaco (n. 1872)
- 5 dicembre - Dora Schoonmaker, educatrice e missionaria statunitense (n. 1851)
- 6 dicembre - Carlo Michele di Meclemburgo-Strelitz, nobile (n. 1863)
- 8 dicembre - Robert Brower, attore statunitense (n. 1850)
- 8 dicembre - Bernhard Sekles, compositore, direttore d'orchestra e docente tedesco (n. 1872)
- 9 dicembre - Manuel Márquez Sterling, politico, giornalista e scacchista cubano (n. 1872)
- 9 dicembre - Alceste de Ambris, sindacalista, giornalista e politico italiano (n. 1874)
- 10 dicembre - Giovanni Giannetti, compositore italiano (n. 1869)
- 10 dicembre - Theobald Smith, medico e batteriologo statunitense (n. 1859)
- 12 dicembre - Fermo Corni, imprenditore italiano (n. 1853)
- 12 dicembre - Oscar Goerke, pistard statunitense (n. 1883)
- 12 dicembre - Thorleif Haug, sciatore nordico norvegese (n. 1894)
- 13 dicembre - Henri-Paul Nénot, architetto francese (n. 1853)
- 14 dicembre - Franz Junger, scrittore e editore italiano (n. 1882)
- 14 dicembre - Paul Saladin Leonhardt, scacchista tedesco (n. 1877)
- 14 dicembre - Reginald Walter Maudslay, ingegnere e imprenditore inglese (n. 1871)
- 16 dicembre - Arthur Preuss, giornalista, scrittore e editore statunitense (n. 1871)
- 16 dicembre - Gustav de Vries, matematico olandese (n. 1866)
- 17 dicembre - Hans Lorenz, alpinista e chirurgo austriaco (n. 1873)
- 18 dicembre - Mary Harriman Rumsey, attivista e funzionario statunitense (n. 1881)
- 19 dicembre - Roland Burrage Dixon, antropologo statunitense (n. 1875)
- 19 dicembre - Francis Planté, pianista e compositore francese (n. 1839)
- 19 dicembre - Prince Randian, attore e circense guyanese (n. 1871)
- 20 dicembre - Frank Beal, regista, attore e sceneggiatore statunitense (n. 1862)
- 20 dicembre - Nikolaj Jakovlevič Marr, linguista, glottologo e etnologo sovietico (n. 1865)
- 21 dicembre - Eric Borchard, clarinettista, sassofonista e direttore d'orchestra tedesco (n. 1886)
- 21 dicembre - Giovanni Capodivacca, giornalista, commediografo e critico teatrale italiano (n. 1884)
- 21 dicembre - César Roux, chirurgo svizzero (n. 1857)
- 22 dicembre - Wallace Thurman, scrittore, saggista e giornalista statunitense (n. 1902)
- 24 dicembre - Gilbert Emery, attore australiano (n. 1882)
- 24 dicembre - George W. P. Hunt, politico statunitense (n. 1859)
- 24 dicembre - Kim Sowol, poeta coreano (n. 1902)
- 24 dicembre - Gaston Mervale, regista e attore australiano (n. 1882)
- 25 dicembre - Ernesto Pestalozza, medico, chirurgo e politico italiano (n. 1860)
- 27 dicembre - Sergej Nikolaevič Reformatskij, chimico russo (n. 1860)
- 28 dicembre - Jules Cronjager, direttore della fotografia tedesco (n. 1871)
- 28 dicembre - Pablo Gargallo, scultore spagnolo (n. 1881)
- 28 dicembre - Albert Samama-Chikli, regista e fotografo tunisino (n. 1872)
- 28 dicembre - Lowell Sherman, attore e regista statunitense (n. 1885)
- 29 dicembre - Leonid Nikolaev, attivista russo (n. 1904)
- 29 dicembre - Ernesto Pirovano, architetto italiano (n. 1866)
- 31 dicembre - Cəfər Cabbarlı, drammaturgo, poeta e attore azero (n. 1899)

## Senza giorno specificato(46)
- Jean Abadie, neurologo e psichiatra francese (n. 1873)
- Ambrogio Arabia, politico e avvocato italiano (n. 1858)
- Carlo Böcklin, pittore svizzero (n. 1870)
- Corrado Bonfanti Linares, prefetto italiano (n. 1866)
- Olimpia Boronat, soprano italiano
- Nathaniel Lord Britton, botanico statunitense (n. 1859)
- Henry Brown Fuller, pittore statunitense (n. 1867)
- Bryson Burroughs, pittore statunitense (n. 1869)
- Raffaele Calace, mandolinista, compositore e liutaio italiano (n. 1863)
- Giovanni Cavalleri, pittore italiano (n. 1858)
- Jean Daumery, regista belga (n. 1898)
- Bernard Day, ingegnere e esploratore britannico (n. 1884)
- Felice Del Santo, pittore italiano (n. 1864)
- Edward Diggle, giocatore di snooker inglese (n. 1864)
- Pololo, calciatore spagnolo (n. 1901)
- Miquel d'Esplugues, presbitero spagnolo (n. 1870)
- Rosina Ferrara, modella italiana (n. 1861)
- Karl-Günther Heimsoth, medico, astrologo e politico tedesco (n. 1899)
- Friedrich Wilhelm Ludwig Kraenzlin, botanico tedesco (n. 1847)
- Kulachandra Singh, principe indiano
- Radó von Kövesligethy, fisico ungherese (n. 1862)
- St. John Lucas, poeta inglese (n. 1879)
- Duncan Mackenzie, archeologo britannico (n. 1861)
- Fabio Majorana, ingegnere italiano (n. 1875)
- Jiří Mareš, calciatore cecoslovacco (n. 1897)
- Édouard Mathé, attore francese (n. 1886)
- Bill Michaels, pugile statunitense (n. 1876)
- Luigi Paolillo, pittore italiano (n. 1864)
- Riccardo Pippo, arbitro di calcio e calciatore italiano (n. 1886)
- Ivan Ivanovič Pogosskij, ingegnere aeronautico sovietico (n. 1896)
- William Poel, attore e regista inglese (n. 1852)
- Angelo Prada, pittore italiano (n. 1859)
- Juan Bautista Quirós Segura, politico costaricano (n. 1853)
- Teixeira Rego, filosofo, scrittore e giornalista portoghese (n. 1881)
- Antonino Rocchetti Torres, pittore italiano (n. 1851)
- Carl Schlatter, chirurgo svizzero (n. 1864)
- Hans Walter Schmidt, militare tedesco (n. 1912)
- Dante Sodini, scultore italiano (n. 1858)
- Ezio Somazzi, architetto svizzero (n. 1879)
- Yusuf Wahba Pascià, giurista egiziano (n. 1852)
- Edward Washburn, chimico statunitense (n. 1881)
- Conrad Wiene, regista e sceneggiatore tedesco (n. 1878)
- Maurice Wilson, militare e aviatore britannico (n. 1898)
- Charles Wood, II visconte Halifax, religioso inglese (n. 1839)
- John Joseph Woods, insegnante e compositore neozelandese (n. 1849)
- Fahda bint Asi Al Shuraim, principessa saudita